# Galleria Meravigli
La Galleria Meravigli è una galleria commerciale che unisce la via Meravigli e via Gaetano Negri, nei pressi delle centrali piazza Cordusio e piazza Affari. 

## Storia
Fu costruita dalla società "La Milano Centrale" fra il 1928 e il 1930 nell'ambito del trasferimento della Borsa Valori a Palazzo Mezzanotte in piazza Affari avvenuto nel 1932
.
Il nulla osta per la costruzione fu concesso il 15 maggio 1928 e direttore delle opere fu l'ingegner Luigi Repossi che, nei pressi della stessa galleria e per la medesima società, avrebbe costruito nel 1932 il vicino edificio d'angolo fra la via Meravigli e la via Santa Maria Segreta. Proprietaria dell'immobile è la Cassa Italiana di Previdenza e Assistenza dei Geometri liberi professionisti.
La galleria si sviluppa su un solo braccio lungo circa 60 metri costituito da un salone centrale largo 10 metri a cui si accede da due vestiboli uguali ornati da quattro colonne sormontate da capitelli di ordine ionico. Il salone è coperto da una grande volta in vetro smerigliato e ferro battuto che ne percorre l'intera lunghezza e che raggiunge, al colmo, l'altezza di 9 metri. Il pavimento conserva fregi a mosaico con decorazioni floreali tipiche del Liberty milanese realizzati dalla ditta Fantini Mosaici.
La costruzione dell'edificio, che proponeva con il suo garbo parigino una architettura ormai datata in una Milano già decisamente orientata a uno stile architettonico Novecentista (si veda il vicino Palazzo Mezzanotte degli stessi anni), risente evidentemente, soprattutto nell'ampia copertura in vetro e ferro, del gusto in voga nelle esposizioni universali dell'epoca, Parigi e Londra sopra tutte, con le architetture del Paxton, del Turner, dell'Horeau, del le-Duc e del Girault riprese successivamente negli edifici dell'Esposizione internazionale di Milano del 1906.